# Mary Killigrew

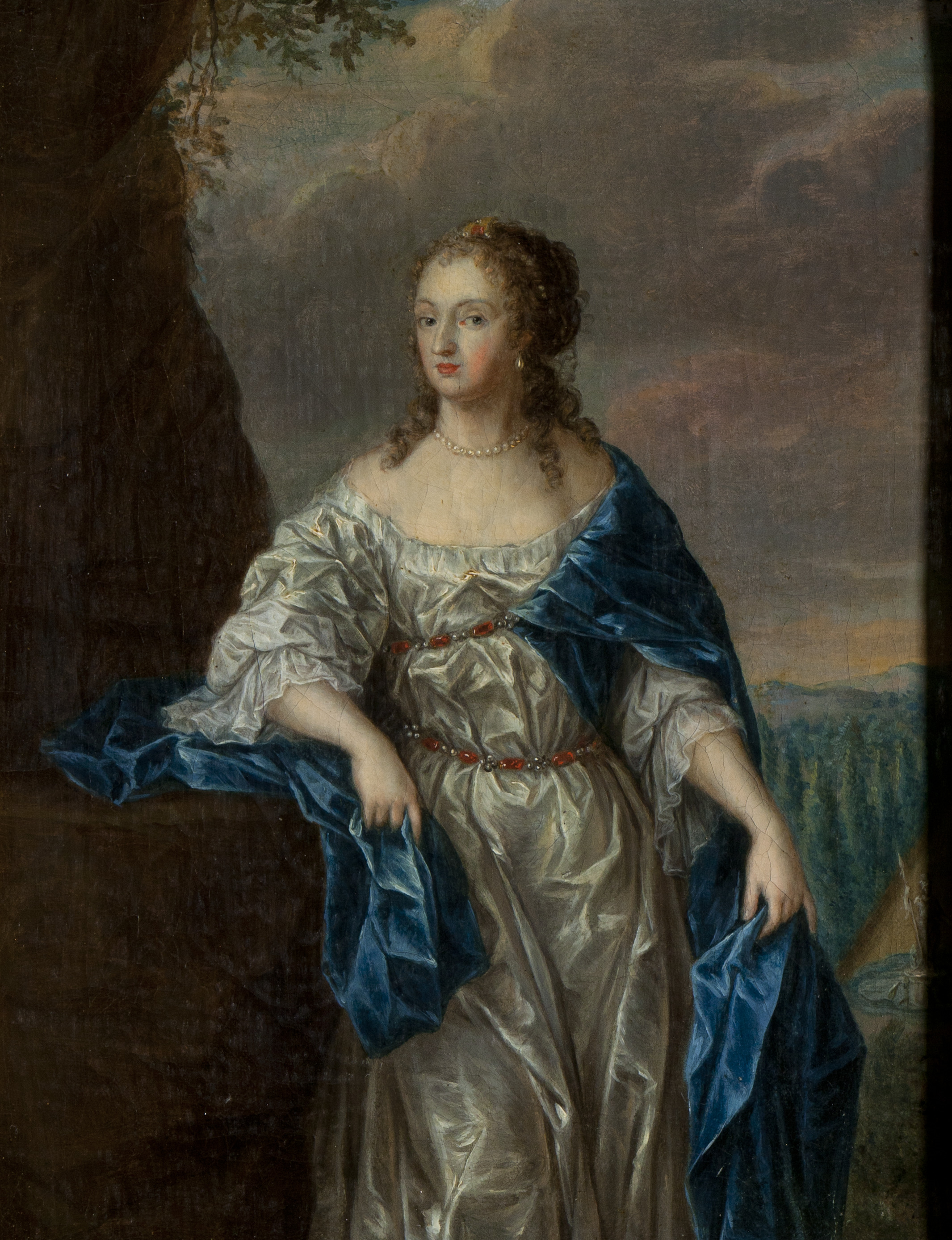
Portret van Mary Killigrew door Adriaen Hanneman.

Mary Killigrew (27 januari 1627 – 27 augustus 1677) was de vrouw van Frederik van Nassau-Zuylestein. Zij was een dochter van sir William Killigrew (1605-1695), een gunsteling van Karel I en Karel II van Engeland en Mary Hill of Honilay (1613-1695), een hofdame van prinses Maria, de vrouw van stadhouder Willem II. 
Op 18 oktober 1648 huwde Mary in Den Haag met Frederik van Nassau-Zuylestein, de onwettige zoon van stadhouder Frederik Hendrik, en werd ook hofdame van prinses Maria Henriëtte Stuart. Door haar toedoen werd haar man betrokken in de Buat-affaire, maar zij werd hierdoor, in tegenstelling tot haar man, nauwelijks geschaad. Zij is, net als haar man en haar zoon Willem van Nassau-Zuylenstein, begraven in de grafkelder van Michaëlkerk te Leersum.

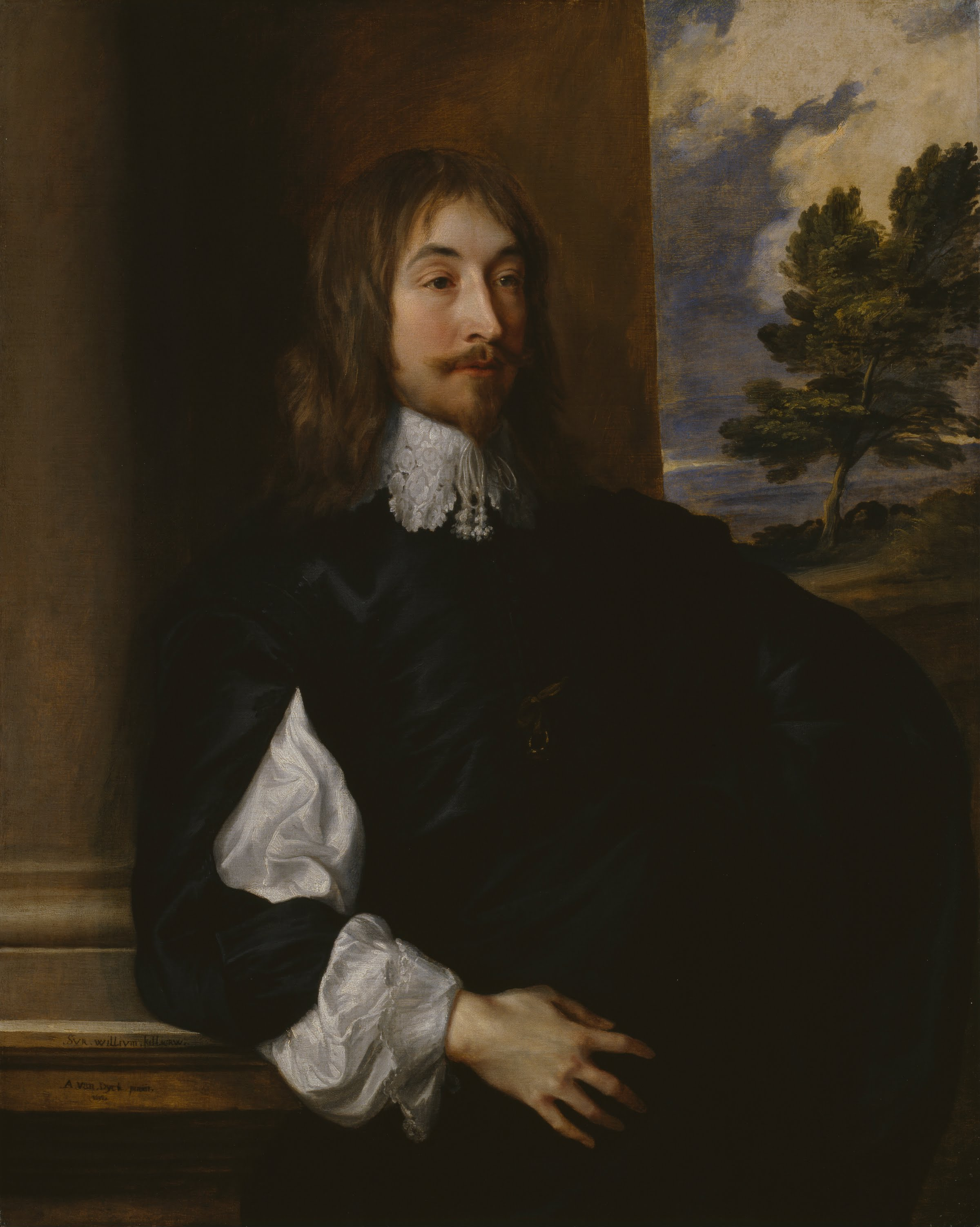
Portret van Sir William Killigrew door Antoon van Dyck
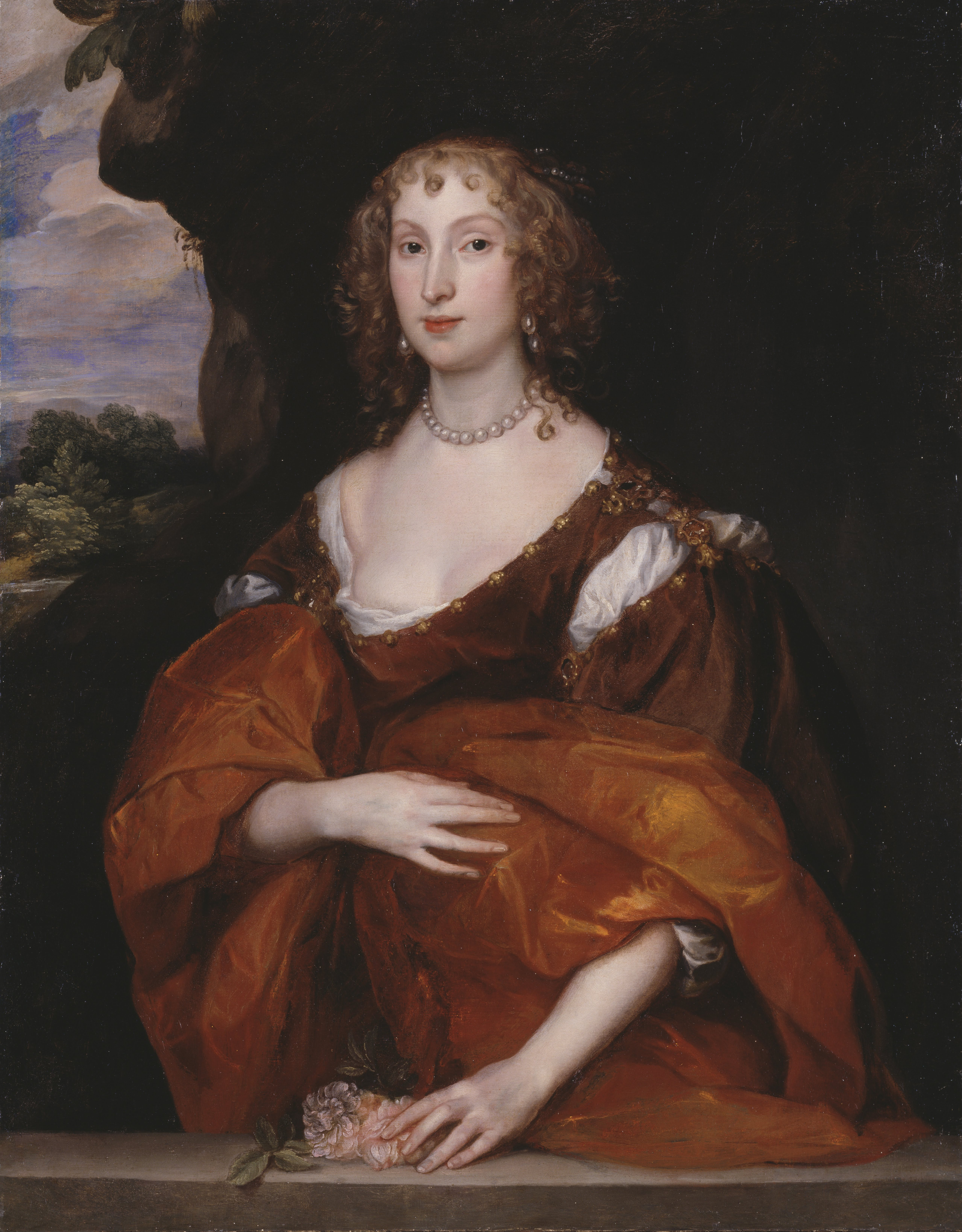
Mary Hill, Lady Killigrew door Antoon van Dyck